# うさぎドロップ
『うさぎドロップ』は、宇仁田ゆみによる日本の漫画、およびそれを原作としたテレビアニメ作品、実写映画。『FEEL YOUNG』（祥伝社）にて、2005年10月号より連載が開始され、2008年4月号をもって第1部が終了、同年5月号より10年後を描く第2部が2011年5月号まで連載された。その後、同年7月号より翌年1月号まで番外編が連載された。2014年10月時点で累計発行部数は200万部を突破している。
物語はりんが幼児期に大吉と出会って、家族としての関係を築く第1部（単行本1巻-4巻）と、りんが高校生となり“母親”という存在について多くのことを学び考える第2部（単行本5巻-9巻）に分けられている。
愛知県名古屋市が作品の舞台のモデルとなっている。

## あらすじ
祖父の訃報で訪れた祖父の家で、30歳の独身男、河地大吉（ダイキチ）は、祖父の隠し子・鹿賀りんに出会う。りんをやっかい者扱いする親族に反発したダイキチは、勢いでりんを引き取り育てることを決める。ダイキチは四苦八苦しながらも面倒を見ようとするが、りんを保育園に通わせながら従来の仕事を続けるのが困難だと気付き、りんの育児を優先させるために残業のない部署へ異動する。りんもダイキチとの生活を続けていくうち、同じ保育園で知り合った二谷ゆかり・二谷コウキ親子など徐々に信頼できる人が増え、明るい一面を見せるようになる。一方、りんの母親の消息はしばらく掴めないままだったが、母子手帳の不自然な箇所の発見をとっかかりに、祖父が存命時にお手伝いとして通っていた吉井正子が母親であることが判明する。ダイキチは葛藤を抱きながらも正子と面会するが、正子の幼稚な振る舞いとりんに執着しない様子に反発を抱き、りんを自分の元で育てると決心する。その後もりんは小学校に入学し、ダイキチの従姉妹・前田春子の家出や、りんの熱病などトラブルに見舞われながらも、共に成長しながら生活を続けていく。

## 舞台のモデル
原作では愛知県名古屋市中区周辺と思わせる描写はあるものの、具体的な場所の提示はされていない。アニメ版には母子健康手帳から、名古屋市周辺が舞台と確認できる。ただし、一部シーンには東京都がモデルになっている場所も存在し、実際に「TOKYO」と書かれたタクシーも出てくる。

## 登場人物
※声はテレビアニメ版のもの。演は実写映画版のもの。原作には名前が無かった一部キャラクターに氏名が設定されているが、アニメ版と実写映画版では氏名が異なっている人物もいる。

### 主要人物
河地大吉（かわち だいきち）
声 - 土田大 / 演 - 松山ケンイチ
本作品の主人公。
30歳（実写映画版では27歳）、独身。りんや親しい関係者からは「ダイキチ」と呼ばれる。生まれた時にキンモクセイが実家に植えられている。大吉自身はりんと暮らすまでは、実家には何年も帰っていない。
基本的に女性と子供を苦手としているが、高校時代や会社勤めを始めたころに、女性と付き合っていた（もしくはそれに準じた関係があった）過去がある。子供のころに転んで頭部をケガをしており、一部分に髪が生えていない。
衣料品メーカー（アニメ版の会社名は糸由（いとよし））に勤めている。野球が得意という理由で採用され入社。部下からは慕われており異動の際には、大吉が中国語が出来るということもあるが、部下から異動をしないよう懇願されていた。ファミコン世代でTVゲームに興じるが、3D視点のゲームは距離感がつかめず苦手。『鉄拳』は得意。
りんの保育園・小学生時代
育ての親を失ったりんに対する親類らの処遇に腹を立て、りんのことを思って彼女を引き取り育てることとなる。
りんからは若かりし日の祖父・宋一と瓜二つであるため、よく懐かれているが育児という未知の世界に困惑する。二谷ゆかりや会社の同僚、理解を得た両親など周りの協力もあり、徐々に理解を深めていく。
りんのことを第一に考え、タバコをやめ、保育園の迎えに遅れないように残業のない課（出荷部）へ異動、仕事仲間との飲み会の中止など帰宅が遅れる行事を全て断っている。異動により給与も下がるのだが、こういったことが耳にした子育てによる「犠牲」なのかと考えるものの、仕事は他人にまわせても、りんの保護者の代わりはいないことを認識する。
りんの母親・吉井正子を探し出し話し合いをしたものの、正子の態度から逆に大吉自身でりんを育てる決意を固める結果になった。正子からりんの名字を大吉と同じようにするよう言われるものの、りんが「鹿賀」の苗字にこだわったことから養子縁組はしていない。りんが父親はあくまでも宋一であるとしていることから、感情面でも自身を「りんの父親」とは思っておらず、家族として同居人として時に対等に接する。
りんの中学時代
りんは順調に成長していたが、りんの幼馴染の二谷コウキの方で家庭問題が大きくなり、コウキの母・ゆかりからの相談を受けることが多くなった。
コウキのことで悩むゆかりにプロポーズに近い同居を提案するが、りんとコウキの関係がそれまで通りにいかなくなっており、保留という形で終わってしまう。
りんの高校時代・その後
40歳で独身のままである。会社では、りんが高校生になったこともあり再び残業をするようになるが、終業後の飲み会には行っていない。りんの帰りが少しでも遅いと、怒り出す心配性。
りんとコウキの問題が決着したが、2人の関係が変わってしまったことにより保留していたゆかりとの結婚話は、破談に終わることになる。後にゆかりの結婚が決まった際も表面上は冷静であったが、内心はひどく落ち込んでいた。
りんの母親である吉井正子とは変わらずお互いに理解が合わない。どんな理由であれ、りんを捨てていったことには変わりがないため、りんにもはっきりと「大嫌い」と発言している。
りんの大吉に対する想いが、親としてもあり異性としてもあると、りんからの告白をされた際はハッキリと拒絶した。それにより、りんとの関係が瓦解することを恐れたためである。だが、血縁関係がないことを知ったりんの決意が定まったことから、大吉も覚悟を決めることになる。ただし、大吉はりんに対してはあくまで父性しか持ち合わせていなかったなど気持ちの整理もあり、りんの高校卒業までの2年間の猶予期間を提言した。
大吉の複雑な思いは完全には消えることは無かったが、りんの高校卒業後、彼女の気持ちに応えた。りんが大学生のころには、りんを妻として扱うようになっていた。

鹿賀りん（かが りん）
声 - 松浦愛弓 / 演 - 芦田愛菜
2005年8月10日生まれ。
鹿賀宋一と吉井正子の娘であり、大吉の戸籍上の叔母。第1部開始時点では6歳、第2部では16歳。
「りん」という名前は宋一が、自分が好きだったリンドウの花の名からつけた。大吉に出会う前は宋一の家で暮らしていたが、頻繁に母・正子の家へ連れて行かれることを嫌がっていた。生まれた時にキンモクセイが宋一の家の庭に植えられていたが、小学校入学の際には枇杷の種を埋めた。子供好き。食事のマナーを厳しく躾けられていて、大吉をたびたび叱っている。
保育園・小学生時代
大吉と出会ったばかりのころはほとんどものを言わずに一人きりでいるのを好んでいたが、その後大吉と共に暮らしていくうちに信頼できる人たちも増え、口数も多くなり明るい性格となる。大吉より早く起きて朝食の下準備をしたり、栄養を考えて食事をしたりするなど、大人に引けをとらないしっかり者。大吉と出会って初めて測った身長は約120cm。
大吉と暮らし初めて3カ月たったころに、「死」に対しての恐怖感からおねしょが多くなるが、大吉と長生きする約束を交わした以後はおねしょの描写はない。
自身に母親がいたと認識しておらず、正子のことはお手伝いの「まさこさん」として認識していた。「まさこさん」のことはよく怒るため嫌っており、忘れてしまったと述べている。
にこにこ保育園はみかん組（アニメ版の名称。原作不明）で卒園、後に多須小学校（アニメ版の名称。原作不明）に入学。
一時保育所から正式な保育園に移った際に、二谷コウキと出会っており、小学校の時にはコウキが大吉の家に訪れて一緒に登校するようになった。なお、りんは1年B組、コウキは1年A組でクラスは違う。
手先が器用であやとりを好むが、それなりに運動も得意で縄跳び大会で、後ろ跳びで1位を取っている。
鹿賀という祖父と同じ苗字を大事に思っており、大吉に養子縁組をするかと問われた際にはきっぱりと拒否している。また、大吉のことを父親とは思っておらず、あくまで大吉は大吉だと思っている。
中学時代
武蔵坊市立緑中学校に入学、手芸部所属。中学に入ってからはコウキと関係がそれまでと同じとは行かなくなっており、まともに話もしておらず声変わりしたことも気づいていなかった。コウキのことを好きだったが、コウキが相原紅璃と付き合いだしたころから、コウキに対する恋愛感情は薄れていった。
紅璃からの嫌がらせのメールを頻繁に受けたため、親しい人物のみ受信するよう携帯電話に設定した際にコウキも外した。
りんの高校時代・その後
コウキと麗奈と同じ普通科の学校に通う高校生となる。クラスは1年F組。運動神経も悪くなく足が速く、成績優秀な優等生となる。後に文系を選択する。背丈は女性としては長身な部類（169cm）で、高校以前はコウキよりも背が高かった時期もあった。
自身の恋愛には興味がなく同世代の異性に関心が持てず、デートするよりは編み物、市民プールで年配に漬物の漬け方の話をするなどやや年寄りじみた面がある。
コウキとは一緒にいる時間が多いため、周りや大吉からも付き合っているものと勘違いされていることが多いが、りんには中学の時の先輩・紅璃の存在がコウキと付き合う気にさせなかった。
一旦はコウキの想いを受け入れようとしたが、やはり紅璃によって壊されコウキとの恋愛は完全に終了してしまった。
大吉がぎっくり腰になった経緯から、一般論としての「母親」に関心を持つようになり、りんの母親・正子の存在を探し始める。紆余曲折して会ってはみたものの、妊婦である正子を見ても母親どころか自分の母としての実感も沸かなかった。逆に正子が仕事を理由に自身を捨てたこととは対照的に、今まで育ててくれて一緒にいてくれた大吉を強く感じていた。
大吉の失恋から、大吉を親としてだけではなく異性としても愛する気持ちに初めて気付いたが、大吉との関係が壊れることを恐れ気持ちは胸にしまっていた。だが、コウキに気持ちを気付かれ大吉に伝わってしまい、お互いに意識して普通に暮らすことが難しくなってしまう。大吉からは当初その思いを拒絶されたものの、正子に相談した際に宋一が本当の父ではない、即ちりんと大吉に血縁関係は無いことを明かされる。大吉から血縁関係が無いことを知りながら、りんを育てた理由を聞いた時、りんは決心をつけた。
高校卒業後に大吉と結ばれ、妻という新たな形で大吉の家族となった。そのころにはダシをとった煮干しを食べたり、煮物にかまぼこを入れるため、大吉からは「ばあさんみたいな新妻」と思われている。
備考
アニメ版（BD）の多須市母子健康手帳（平成17年8月25日交付）からの詳細。実写映画版の交付日は平成15年11月10日。
| 出産の状態 | 出産の状態                 | 出産の状態                | 出産の状態   | 出産の状態 | 出産の状態       | 出産の状態       | 出産の状態       | 出産の状態       | 出産の状態       | 出産の状態                       | 出産の状態 | 出産の状態 |
| 妊娠期間   | 娩出日時                   | 分娩の経過 （母児の状態） | 分娩所要時間 | 出血量     | 出産時の児の状態 | 出産時の児の状態 | 出産時の児の状態 | 出産時の児の状態 | 出産時の児の状態 | 出産の場所・名称                 | 分娩取扱者 | 分娩取扱者 |
| 妊娠期間   | 娩出日時                   | 分娩の経過 （母児の状態） | 分娩所要時間 | 出血量     | 性別・数         | 体重             | 身長             | 胸囲             | 頭囲             | 出産の場所・名称                 | 医師       | 助産婦     |
| ---------- | -------------------------- | ------------------------- | ------------ | ---------- | ---------------- | ---------------- | ---------------- | ---------------- | ---------------- | -------------------------------- | ---------- | ---------- |
| 妊娠40周   | 平成17年8月10日午前3時24分 | 頭位                      | 10時間       | 中量       | 女・単           | 3060グラム       | 49.2 cm          | 32.0 cm          | 32.3 cm          | 北名古屋市鹿田1-■-■ かすみ小児科 | 梶川恵子   | 洞美保子   |
※保護者名は吉井正子、1988年12月17日生まれ（当時・24歳）、自由業。父親の名前は書かれていない。住所は名古屋市久我山2-5-□。
※表紙には多須市の表記があるが、出生届出証明者欄には「愛知県名古屋市 相沢信之」と書かれている。

### 二谷家
二谷コウキ（にたに コウキ）
声 - 酒井乃碧 / 演 - 佐藤瑠生亮
りんの幼馴染の少年。やんちゃな性格で小学校では問題児扱いされるが、不審者（だとコウキが思い込んだ近所の人）に出会った時にりんのことを守ろうとするなど、男らしい一面もある。両親が幼いころに離婚し、母親のゆかりと2人で暮らしている。両親の離婚後に父親とは会っておらず、覚えていない。ゆかりのことは「うっさいおばさん」「ガミガミおばさん」など評するが、性根は母親想いである。ゆかりとりんは「世界2大いい女」。
保育園時代から大吉を「ダイキチ」と呼び、「父ちゃんみたいなの」であり、Wii、ニンテンドーDSやPSP、果てはファミコンとおぼしきハードで一緒に遊ぶ仲である。ただ、大吉の名字を高校生になっても覚えていなかった。
保育園・小学生時代
無愛想で友達が出来づらかったが、家庭の境遇の似たりんと保育園で出会い友達になる。りんと同じ小学校に進学し、クラスは違うものの学童保育（にこにこ学童クラブ）も同じだった。
小学校時代ではその性格から担任に目を付けられ、ゆかりを困らせる。先生の言うことを中々聞けなかったが、りんが一喝すると素直に言うことを聞くなど、りんに対しての想いが強い。夏休み前日の登校中に排水溝に落ちて額を切り、額に大きめの傷が残る。
中学時代
りんと同じ緑中学。1年の時に陸上部の2年の先輩のいざこざから部活へは行かなくなる。ゲームセンターにいた所を相原徳也に目を付けられ、妹の紅璃を紹介されてから生活が荒れる。髪を赤く染め、夏休み前には上級生とケンカをしてケガをさせてしまったり、その後も学校をサボったり、家に帰るのが遅くなったりと行動が酷くなっていった。
りんに対して相変わらず好意を抱いていたが、紅璃にりんを含めた脅しをかけられ無理矢理「付き合っている」状態にさせられ、りんとは疎遠になる。
中学3年の高校受験の際に、このままではりんと同じ高校へ行けないと初めて気づき、紅璃と別れ、髪染めを止め頭を丸坊主にしてりんにこれまでのことを謝罪した。りんがコウキを受け入れたことで、自身がりんの隣にいたかっただけだったことを思い出す。その後は、りんに教わりながら猛勉強して、一応進学校と言われるレベルの同じ高校に入学する。
高校時代・その後
容姿が母親に似てきて大きく変わり、女生徒にそこそこ人気があるようだが、りん一筋は変わっていない。背は、りんより高く180cm近くあるようだが中学入学のころは、りんの方がまだ背が高くコンプレックスになっていた。1年C組でクラスは違うが基本的に、大吉の家にりんを迎えに行って一緒に登校している。学校にはグレていたころの名残で「緑中（ミドチュー）のスーパーサイヤ人」として噂が流れている。
普段はりんとは今まで通りの幼馴染の関係だが、紅璃に対する過去のせいでりんが心傷になっているため、時おり関係をギクシャクさせている。さらに未だにコウキが紅璃に呼び出しをされ会っていることが、りんを不愉快にさせている。結果的にそれが致命的となり、一旦はコウキの想いを受け入れたりんだったが、結ばれることはなくなった。
母親の再婚が決まった時には、それまで応援をしていたものの、いざとなった時には気持ちの整理が着かなかった。
りんとは付き合うことは出来なくなったが（本人は諦めきれていないが）、お互いに家庭のことや進路の相談に乗っていた。大吉がりんの想いに戸惑っている時には、りんを幸せにするよう激励を込めて毒突いた。高校卒業後は地元を離れる。

二谷ゆかり（にたに ゆかり）
声 - 大原さやか / 演 - 香里奈
コウキママ。コウキの母親で、大吉とりんも驚く美人。大吉より2歳年上。夫とは離婚しており、コウキのことは女手一つで育てている。離婚の理由は、仕事の上での夫とのすれ違いや、夫の方にまだ子供のいる家庭のビジョンが出来ていなかったため。子供思いで真面目な性格であるが、落ち着きのないコウキのことで頭を悩ますことが多い。プリン好き。スポーツは苦手で、泳げない。父が病にかかっており、母親も元々体が丈夫でない方なので心配している。
保育園でのコウキのお迎えの際に大吉と出会ってから、何かとりんとコウキを通して交流を深めることになる。
大吉とは子育てについて語り合ったり、助けあったりしているうちに、プラトニックな恋愛関係を築くようになる。コウキが中学生のころには結婚の話も浮上していたが、この時りんとコウキの関係が良く無かったこともあり保留となり、後年には互いに惹かれ合いながらも、ゆかりの方から見合いを建前として身を引くことになる。
コウキが高校3年生の卒業のころには再婚していた。
実写映画では、茶髪でモデルをやっており言葉遣いもやや雑と原作から随分と設定が変更されている。また、夫とは離婚したとされているが、実際は死別している。

### りんの両親・関係者
鹿賀宋一（かが そういち）
声 - 有川博 / 演 - 平井雅士
大正生まれ。大吉の祖父であり、りんの戸籍上の父。故人。妻には先立たれている。4人の実子がおり、長男・憲一、次男、3人目に大吉の母・幸子、5人目にりんが養子となっている。
正子がりんを妊娠したとき戸惑う彼女を説得して出産に踏み切らせた。りんには父親ではなく「おじいちゃん」と呼ばせていた。
2005年7月に正子に隠れてブログに遺書を残そうとするも失敗し、代わりに母子手帳の中に手紙を仕込んだ。
吉井正子（よしい まさこ）
声 - 坂本真綾 / 演 - キタキマユ
りんの実母。「西園寺まろん」というペンネームの漫画家。過去に宋一の家政婦をしていたが、そのころにりんを身篭っており、顔のそばかすは妊娠中に出来た。ただ、りんには自分が母親ということを隠し通し、その後仕事を優先したため、りんを捨て姿を消した。りんとは顔立ちなど似るところがあるが、16歳になり長身になったりんと比べるとかなり低身長。また、りんは髪を白く表現されるのに対し正子は黒髪で、雰囲気はかなり異なる。
親戚や人付き合いを極端に嫌い、かなり気難しい性格。年齢は大吉と近しい。甘いものが好きで、落ち込んだ時などには大食いする習慣がある。地図を描くのが下手でバカボンのうたを歌わないと方角が分からない。大吉とはお互いに全く気が合わず、そういったことで大吉とりんが口喧嘩することもあった。りんが生まれてから、りんにいつか渡すために毎月貯金をしている。
りんの保育園・小学生時代
りんのことを娘だと思うべきではないと言ったり、仕事を理由にりんを手放したりするなど自分勝手な性格をしているが、彼女なりの母親としての愛情は持っている。りんを思いやる大吉とは犬猿の仲で、大吉は彼女のこととなると非常に大人げない態度をとる。
宋一の葬式には出席していないが、墓参りには行っていた。りんと関わりを持ったり仕事に行き詰まった時には、りんを捨てた理由の言い訳をしないため、仕事に鬼気迫る没頭をする。
りんの高校時代
りんが正子に会えた時には既に妊娠しており、お腹も大きくなっていた。この時、「母親になれる人は大勢いるが、『自分の仕事』をできる人は自分しかいない」ことが全く逆の考えだったと、りんに謝罪している。
りん自身は正子を初会は全く母とは思えなかったが、出産から娘をあやしている姿を機に「母親」「自分の母親」として認識し、以降は相談を受けてもらうなど良好な関係を築いている。

彼氏（正子の彼）
声 - 水島大宙
氏名不明。正子の漫画の仕事のチーフアシスタントで恋人。正子を仕事の時はペンネームの「西園寺先生」、プライベートの時は「マ〜ちゃん（ま〜ちゃん）」と呼んでいる。21歳の時に当時の彼女から部屋を追い出され、当日たまたまアシスタントの仕事の入っていた正子のところへ住み着いた。常識人で、感情を爆発しがちな正子の調整役になっている。
第2部では、正子との間に子供が生まれるため、りんとは戸籍上では異父になる。りんの相談を聞いた時には、大吉にりんを子供扱いせず真剣に気持ちを受け止めるよう促した。
まゆき
正子の娘。りんとは異父姉妹の妹になる。

### 大吉の家族
河地健二（かわち けんじ）
声 - 伊藤昌一 / 演 - 中村梅雀
大吉の父。時代的なものもあるが、自身が会社勤めで、子育てを妻の幸子ばかりに負担をかけさせたことを後悔している。第2部では、りんの優秀な成績に驚き、好きな道を進めるよう幸子とともに背中を押している。実写映画版の氏名は「河地実」。
河地幸子（旧姓・鹿賀）
声 - 峰あつ子 / 演 - 風吹ジュン
大吉の母。りんの姉にあたるが、自分のことはおばちゃんと呼ばせている。編み物が得意。話が長くなると、話の内容が段々と逸れていく場合が多い。生まれた時にギンモクセイが実家に植えられている。
当初は不貞の子である、りんを疎んでいたが、大吉がりんを連れて帰郷した際に、大吉の説諭を理解し、りんを積極的に受け入れようと動いた。結果的にりんと河地家のわだかまりは無くなり、りんを孫のようにかわいがることになる。
若いころは仕事に熱心な女性だったが、カズミの出産を機に会社を辞めざるを得なくなった過去がある。そのためか本心なのかは分からないが、子育てを「犠牲」と口にしてしまっている。
第2部では、りんからは呼び方が「おばあちゃん」になっている（ただし大学時代でまた「おばちゃん」に戻っている）。りんが大学1年の年末のころに、やや体調を崩している。実写映画版の氏名は「河地良恵」。
河地カズミ
声 - 内山夕実 / 演 - 桐谷美玲
大吉の妹。実家を離れ働いている。小さいころは身体が弱く甘やかされたため、わがままに育った。生まれた時にギンモクセイが実家の庭に植えられている。実家に帰った時は普段着として高校時代のジャージで過ごしており、結婚して娘が生まれても体操服とジャージのズボンで過ごしている。
自分の自由な時間が減るのを極端に嫌い、早くに結婚や子供を授かるのを嫌っている。りんの小学1年生の春休みのころに結婚が決まったが、唯一の不満がやはり婚約者が子供を早く欲しがっている点だった。第2部では、娘のマミが生まれており子育てから腰痛を抱えて疲労している。髪型も結婚前は名古屋巻きだったが、短く切っている。
なお、実写映画版では幼稚園の先生であるため、原作と比べると、りんとの関わりが深くなっている。キョウイチという彼氏がいる。
マミ
カズミの娘。りんがかわいがっている。夜泣きがすごく、カズミも夜が眠れていない。結婚前に夫が子供を早く欲しがっていたわりには、まだ幼子なのでカズミを優先したものと思われる。

### 大吉の親類関係
前田春子（まえだ はるこ）
声 - 植田佳奈 / 演 - 吉田羊
大吉の従姉妹でりんと同じ学年の娘（麗奈）がいる。大吉のことを「ダイちゃん」と呼んでいる。
就職してすぐ結婚したが、夫とその家族との関係に悩んでいる。離婚する気は無いとしていたが、麗奈が高校生になったころには離婚している。
麗奈が元・夫の秀幸に会っていることをあまり良く思っていない。離婚後は、かなりモテるようだが年上はこりているようで、結婚までは中々いかないようである。
前田秀幸（まえだ ひでゆき）
声 - 坂口候一 / 演 - 長澤壮太郎
春子の夫。残業が続き、定時には中々帰れない会社に勤めている。前田家の家庭は秀幸の父、母、秀幸の弟が一緒に住んでいる二世帯である。第2部では47歳。春子とは離婚しており、他に付き合っている女性が既にいる。
前田麗奈（まえだ れいな）
声 - 須藤菜々子 / 演 - 田辺まり
春子の娘。保育園、小学校は違うが同級生のりんとは親友となる。
幼稚園・小学生時代
大吉の祖父・宋一の通夜の日にりんと出会った。当日はりんに元気がなかったせいか、特に仲良くなるような描写は無かったが、後日には電話で遊ぶ約束を交している。実際に年末に大吉とりんが河地家へ帰郷した時に遊びに来ている。りんとは別の小学校に通っている。
また、春子に連れられて大吉の元へ家出した際に、2度コウキとも出会っているが高校時代には双方とも覚えていなかった。
高校時代・その後
りん・コウキと同じ高校に通い、りんと同じ1年F組のクラスメイト。コウキとも一緒に3人で行動することが多い。コウキとお互いにアホやバカの言い合いになっており、大吉からも内心馬鹿だと思われている。両親の離婚をあまり気に留めておらず、明るい性格である。2年のバスケット部の先輩から付き合うような素振りを見せられるが、そこまではいかなかった。1年C組の竹内とは好みの点で不満をもちながらも付き合うことになる。卒業後は地元の大学へ。

憲一
声 - 佐々木敏 / 演 - 秋野太作
大吉の叔父で、鹿賀宋一の長男。宋一が亡くなった後に宋一の家を引き継いでいる。長男としての責任からか鹿賀の名前を持っているりんをあまり良く思っていないよう。その為、大吉から良くは思われていない。なお、原作と実写映画からは氏名は確認できない。

### 大吉の会社関係
河村（川村）
声 - 井上剛 / 演 - 木村了
大吉の所属する営業部の部下。大吉を信頼しており、大吉の配置換えを止めるよう一番懇願していた。大吉が外れたあとは日高の部下となる。第2部では結婚しており、幸せ太りしていた。なお、原作からは名前は確認できず、アニメ版の胸のプラカードから名前が確認できる（ただしエンディングテロップや公式ガイドブックでは「川村」になっている）。実写映画版の氏名は「鈴木雄一」。
日高
声 - 志村知幸 / 演 - 池田成志
大吉の所属する営業部の上司。既婚者。大吉の子育てを理解し、部署転換の話を付けた。実写映画では大吉が転換後の職場に馴染んだ様子を見て笑顔を見せていた。
後藤さん（ごとうさん）
声 - 鹿野優以 / 演 - 池脇千鶴
大吉と同じ会社に勤めている背がかなり低いワーキングマザー。2歳になる子供が居るため、大吉の良き相談相手になる。部署換えする前の大吉と同じ営業部だが別の課。実写映画版の氏名は「後藤由起」。
ゆう
声 - 小田恵大
後藤さんの2歳になる息子。大吉の送別会に後藤さんが連れてきて、りんが面倒を見ている。
黒髪ひげ
声 - 中田隼人
大吉が異動で移った出荷部のアルバイト勤務の青年。既婚でりんとは4学年下で、第1部の時点で英語教室に通っている息子がいる。仕事の時は頭部にバンダナや帽子を被っている。妻から知らぬ間に生命保険をかけられていた。後述のノッポとクルクル毛と大抵、行動を同じくしている3人組。大吉がぎっくり腰になった時に一緒に見舞いに来るなど、仲が良い。また、ノッポも子供がいるため大吉も時折、相談を持ちかけている。第2部では、髪を切って短髪になっていた。なお、氏名は不明で、アニメ版の表記である。
ノッポ
声 - 髙木俊
大吉が異動で移った出荷部のアルバイト勤務の青年。既婚で第1部の時点で1歳と3か月の2人の子供がいる。新入社員からは3人組の中で唯一敬語で話しかけられていた。氏名不明でアニメ版の表記である。
クルクル毛
声 - 村田太志
大吉が異動で移った出荷部のアルバイト勤務の青年。アルバイト3人の中で唯一結婚していない。あまりしゃべらない。新入社員が来た時には子供扱いされた。同じく、氏名不明でアニメ版の表記である。
織田
女性新入社員。営業部で河村の下についた。大吉に目を付けて交際を迫ろうとするが、りんがいると分かると後日、あっさり会社を辞めていってしまった。実際には、大吉以外にも声をかけておりバッグを買わせてしまうなど被害者も出ていた。

### りんの交友関係
ノブ
声 - 鏑木海智
りんの小学校時代のコウキと同じ1年A組のクラスメイト。「ノブくん」と呼ばれている。兄がいる。ノブの父親と後述のさやかの父親が仲が良く、また2人と「パパ友」となった大吉と知り合いになったため、りんとはクラスは違うが、一緒に遊ぶ機会が増えた。縄跳び大会の前跳びで3位入賞している。大吉の家で、りんとコウキ、ノブとさやかで一緒に遊んだこともある。
ナベちん
声 - 脇知弘
ノブの父親。本名不明。大吉の「パパ友」になる。肉屋を営業している。大吉とりんも買い食いしているお店で、第2部では多角経営として喫茶店も営業していた。
さやか
声 - 飯野茉優
小学校時代のりんと同じ1年B組のクラスメイト。
りんとは仲良しで絵の授業や、縄跳びの練習の際に一緒に遊んでいる。縄跳び大会の前跳びで4位入賞している。乳歯の前歯が抜けた時はショックを受けていた。
中学・高校と女子校に通っており、ノブのことを幼稚園のころから好きだったが、振られてしまっている。
みっちゃん（さやかパパ）
声 - 平川大輔
さやかの父親。本名不明。モデルをやっていた過去があり、さやかが生まれた時にマネージャーに転向した。大吉の「パパ友」になる。
マコ
りんの中学時代のクラスメート。りんと一番よく話している。
あっきー
りんの中学時代の同級生。りんの携帯電話の登録選定で大事な人に入っていた。
梶川
りんの中学時代の優しい先輩で、唯一の手芸部の3年生。りんの携帯電話の登録選定で大事な人に入っていた。
竹内
りんの高校時代の同級生。1年C組でコウキと仲がいい。髪を染めたこともあったが、すぐ戻した。麗奈に気があり、付き合い初めた。卒業後は地元の大学へ。
内村
りんの高校時代の同級生。同じく1年C組でコウキと同じクラス。竹内と一緒に部活をやっている。卒業後、地元を離れた大学へ行く。
安原
りんの高校時代のクラスメートでクラスの委員長。りんを好きになりデートに誘うが、りんは全く乗り気ではなかった。以前に、後夜祭準備でそれなりに交友はあったものの、りんには「よく知らない人」レベルだった。コウキからはストーカー呼ばわりされている。

### その他
相原紅璃（あいはら あかり）
りんとコウキの中学時代の2学年上の先輩生徒。素行が悪く、コウキの髪を同じ赤に染めるよう促した。また、コウキに「付き合っている」ことを強要し、りんに対して嫌がらせをしてくる。高校時代もコウキをたびたび呼び出しており、りんを苛立たせている。高校はいわゆる「お嬢様学校」へ通い、大学へ進んだ。
相原徳也（あいはら とくや）
相原紅璃の兄。バンドをやっている。コウキがゲーセンで遊んでいる所に目をつけ、妹の紅璃と対面させた。彼自身は、それなりにコウキのことを気にかけていた。
辰巳（たつみ）
声 - 川田紳司
りんの小学1年生の時のクラスの担任。穏やかでしっかりしている。
キョウイチ
演 - 綾野剛
映画オリジナルキャラクターで大吉の妹カズミの恋人。行方不明になった、りん・コウキと偶然出会い、墓地へ案内した。
杉山由美子
演 - 高畑淳子
映画オリジナルキャラクターで児童相談所職員。叔父の計らいで大吉に紹介されるが、りんの処遇で大吉と口論になってしまう。

## テレビアニメ
2011年7月より、フジテレビ『ノイタミナ』ほかにて放送され、原作の第一部までがアニメ化された。幼児キャラクターの声優には、実際に幼児である子役が起用されている。作中で『ホッタラケの島 〜遥と魔法の鏡〜』のシーンの音声が流れる場面があるため協力としてクレジットされている。

### スタッフ
- 原作 - 宇仁田ゆみ「うさぎドロップ」（祥伝社フィールコミックス）
- 監督 - 亀井幹太[3]
- シリーズ構成・脚本 - 岸本卓[3]
- キャラクターデザイン・総作画監督 - 山下祐[3]
- プロップデザイン - 秦綾子[3]
- 美術監督・美術設定 - 立田一郎[3]
- 色彩設計 - 田中美穂[3]
- 特殊効果 - 村上正博[3]
- 撮影監督 - 田中宏侍[3]
- 編集 - 植松淳一[3]
- 音響監督 - 若林和弘[3]
- 音楽 - 松谷卓[3]
- プロデューサー - 小中大典、尾崎紀子、中武哲也
- アニメーション制作 - プロダクション I.G[3]
- 制作 - アニメ「うさぎドロップ」製作委員会[3]（東宝、フジテレビジョン、ソニー・ミュージックエンタテインメント、電通、プロダクション・アイジー、祥伝社）

### 主題歌・挿入歌
オープニングテーマ「SWEET DROPS」
作詞・作曲 - 鈴木祥子 / 歌 - PUFFY
後述するとおり、実写映画と共通の主題歌を採用している。
また、PUFFYの吉村由美、大貫亜美の2人はアニメ9話で「指導員1」と「指導員2」として声をあてている。
エンディングテーマ「High High High」
作詞・作曲 - 村山辰浩 / 編曲 - カサリンチュ & 綿糸町昇 / 歌 - カサリンチュ
エンディングアニメーションは劇団イヌカレーが担当している。
挿入歌「はじめの一歩」
作詞 - 新沢としひこ / 作曲 - 中川ひろたか / 編曲 - 松谷卓 / 歌 - 杉並児童合唱団

### 各話リスト
※放送時の画面中には各話サブタイトルの表記なし。BSフジの番組表には表記があり、地デジの番組表では第1話のみ表記された。
| 話数   | サブタイトル             | 絵コンテ   | 演出       | 作画監督          |
| ------ | ------------------------ | ---------- | ---------- | ----------------- |
| 第1話  | りんどうの女の子         | 亀井幹太   | 亀井幹太   | 山下祐            |
| 第2話  | ゆび切りげんまん         | 亀井幹太   | 京極義昭   | 海谷敏久 島村秀一 |
| 第3話  | ダイキチの決めたこと     | 森田宏幸   | 荻原露光   | 楠本祐子          |
| 第4話  | てがみ                   | 満仲勧     | 満仲勧     | 高橋英樹          |
| 第5話  | ダイキチはダイキチでいい | 金子秀一   | 湖山禎崇   | 秦綾子            |
| 第6話  | わたしの木               | 亀井幹太   | 宇井良和   | 黒岩裕美          |
| 第7話  | ないしょで家出           | 満仲勧     | 満仲勧     | 樋口聡美          |
| 第8話  | おじいちゃんのだいじ     | 鶴岡耕次郎 | 坂口竜太郎 | 池内直子          |
| 第9話  | たいふうがきた!          | 宇井良和   | 宇井良和   | 金子志津枝        |
| 第10話 | おなかのかぜ             | 井上鋭     | 湖山禎崇   | 井上鋭            |
| 最終話 | はじめの一歩             | 亀井幹太   | 亀井幹太   | 山下祐            |

### 放送局
| 放送地域   | 放送局         | 放送期間                 | 放送日時           | 放送系列       | 備考                                            |
| ---------- | -------------- | ------------------------ | ------------------ | -------------- | ----------------------------------------------- |
| 関東広域圏 | フジテレビ     | 2011年7月7日 - 9月15日   | 木曜 24:45 - 25:15 | フジテレビ系列 | 製作委員会参加 ノイタミナ 第1部                 |
| 近畿広域圏 | 関西テレビ     | 2011年7月12日 - 9月20日  | 火曜 25:58 - 26:28 | フジテレビ系列 | アニメわ〜く! 第1部                             |
| 中京広域圏 | 東海テレビ     | 2011年7月14日 - 9月22日  | 木曜 26:05 - 26:35 | フジテレビ系列 |                                                 |
| 福岡県     | テレビ西日本   | 2011年7月20日 - 9月21日  | 水曜 25:00 - 26:00 | フジテレビ系列 | 隔週で毎回2話連続放送 最終週は、最終3話一挙放送 |
| 日本全域   | BSフジ         | 2011年8月6日 - 10月22日  | 土曜 25:30 - 26:00 | BSデジタル放送 | ノイタミナ 第1部                                |
| 北海道     | 北海道文化放送 | 2011年10月9日 - 12月25日 | 日曜 25:45 - 26:15 | フジテレビ系列 |                                                 |
| 日本全域   | フジテレビTWO  | 2012年7月28日 - 10月27日 | 土曜 25:00 - 25:30 | CSデジタル放送 | リピート放送あり                                |
| 日本全域   | アニマックス   | 2014年8月15日 - 10月25日 | 金曜 19:00 - 19:30 | CSデジタル放送 | リピート放送あり                                |

- 放送開始から9月初めまで、アニメ1話終了時にアニメ版・映画版両方の宣伝を行った局がある。

### 映像特典
DVD&Blu-ray各巻に収録のオリジナルミニストーリー。
- 脚本 - 岸本卓

| 巻数  | 話数  | サブタイトル     | 絵コンテ | 演出     | 作画監督 | 作画協力 | 発売日         |
| ----- | ----- | ---------------- | -------- | -------- | -------- | -------- | -------------- |
| 第1巻 | 2.5話 | はっぱの水族館   | 笹木信作 | 秦綾子   | 秦綾子   | 青山浩行 | 2011年10月28日 |
| 第2巻 | 3.5話 | サンタさんへ     | 舛成孝二 | 亀井幹太 | 高橋英樹 |          | 2011年11月25日 |
| 第3巻 | 6.5話 | おそらにまんかい | 野村和也 | 野村和也 | 高橋英樹 |          | 2011年12月16日 |
| 第4巻 | 8.5話 | かえり道         | 浅野勝也 | 浅野勝也 | 山下祐   |          | 2012年1月27日  |

| フジテレビ ノイタミナ 第1部 | フジテレビ ノイタミナ 第1部 | フジテレビ ノイタミナ 第1部 |
| 前番組                      | 番組名                      | 次番組                      |
| --------------------------- | --------------------------- | --------------------------- |
| C                           | うさぎドロップ              | UN-GO                       |

## 映画
松山ケンイチと芦田愛菜の共演で2011年8月20日より公開された。監督は、ハートフル映画でメガホンを取るのは初めてとなるSABU。大吉の年齢が27歳に引き下げられているなど、登場人物の性格や設定が原作とは一部異なっている。前半は原作エピソードを基にしつつ後半は林民夫のアイデアによるドラマチックな展開になっており、特に原作にはないダンスシーンではダンス初体験の松山ケンイチはかなりの練習をしており拘りのあるシーンとなっている。
キャッチコピーは「まわりを見渡せば、世界は愛で溢れてる――。」。
全国110スクリーンと上映館は多くはないものの、2011年8月20、21日初日2日間で興収1億5万6,100円、動員は7万8,886人になり映画観客動員ランキング（興行通信社調べ）で初登場第9位となった。またぴあ初日満足度ランキング（ぴあ映画生活調べ）でも第3位となっている。

### スタッフ
- 監督 - SABU
- 製作 - 小崎宏、藤岡修、籏啓祝、古橋明、山崎浩一、久保田修、町田智子、竹ノ上蔵造、山本潤、喜多埜裕明、百武弘二
- プロデューサー - 松本整、宇田川寧
- エグゼクティブプロデューサー - 春名慶
- 共同プロデューサー - 柴原祐一
- 原作 - 宇仁田ゆみ「うさぎドロップ」（祥伝社フィールコミックス）
- 脚本 - 林民夫、SABU
- 撮影 - 柳田裕男
- 特殊メイク - 中田彰輝
- 美術 - 秋葉悦子
- 衣裳 - 宮本まさ江
- 編集 - 坂東直哉
- キャスティング - 田端利江
- 音楽 - 森敬
- 音楽プロデューサー - 安井輝
- 音響効果 - 北田雅也
- B班撮影 - 金子正人、馬路貴子
- VE - 島崎靖
- スクリプター - 森直子
- ヘアメイク - 横瀬由美
- 照明 - 宮尾康史
- 製作担当 - 的場明日香
- 装飾 - 大川佳子
- 録音 - 岩倉雅之
- 助監督 - 武正晴
- 製作プロダクション - スモーク
- 制作協力 - ダブ
- 制作 - 「うさぎドロップ」製作委員会（博報堂DYメディアパートナーズ、ハピネット、関西テレビ放送、東海テレビ放送、パルコ、スモーク、朝日新聞社、第一製版、テレビ西日本、Yahoo! JAPAN、ショウゲート）
- 配給 - ショウゲート

### 主題歌と挿入歌
主題歌
「SWEET DROPS」
作詞・作曲 - 鈴木祥子 / 歌 - PUFFY
実写映画とテレビアニメ版で同じ主題歌を使用している。

挿入歌
「Die Konkurrenz」
ドイツ人バンドWir sind Heldenが2008年に発売したシングル。

### ロケ地
- 茨城県土浦市
  - モール505
  - 木田余高架下
  - 土浦駅前ペデストリアンデッキ
- 茨城県龍ケ崎市
  - 濱屋会館
  - 関東鉄道竜ヶ崎駅
  - 関東鉄道バス車内
  - 個人宅（祖父の家）
- 群馬県伊勢崎市
  - ワークマン本社
- 神奈川県川崎市

## 書誌情報
宇仁田ゆみ 『うさぎドロップ』 祥伝社〈FEELコミックス〉、全10巻
| タイトル                   | 発売日        | ISBN              |
| -------------------------- | ------------- | ----------------- |
| うさぎドロップ1            | 2006年5月19日 | 4-396-76380-8     |
| うさぎドロップ2            | 2007年2月8日  | 978-4-396-76400-5 |
| うさぎドロップ3            | 2007年10月6日 | 978-4-396-76421-0 |
| うさぎドロップ4            | 2008年5月17日 | 978-4-396-76434-0 |
| うさぎドロップ5            | 2009年1月22日 | 978-4-396-76449-4 |
| うさぎドロップ6            | 2009年8月8日  | 978-4-396-76467-8 |
| うさぎドロップ7            | 2010年2月8日  | 978-4-396-76485-2 |
| うさぎドロップ8            | 2010年10月8日 | 978-4-396-76506-4 |
| うさぎドロップ9            | 2011年7月8日  | 978-4-396-76525-5 |
| うさぎドロップ10（番外編） | 2012年3月8日  | 978-4-396-76541-5 |

※番外編が収録された『うさぎドロップ 9.5 　映画･アニメ･原作 公式ガイドブック（ISBN 978-4-396-76526-2）』が別に発売されている